# Gheorghe Roman (deputat, născut în 1949)
Gheorghe Roman (n. 27 martie 1949, Ungureni) este un deputat de Iași din partea FSN între 8 iulie 1991-1992 (în locul deputatului Gheorghe Piticari),  iar în legislatura 1992-1996 din partea PDSR. Deputatul Gheorghe Roman a fost membru al Grupului parlamentar de prietenie cu Republica Elenă. Deputatul Gheorghe Roman este de profesie agronom.
Gheorghe Roman a fost jucător de rugby  între anii 1968–1974.